# Очеретько Яків Омелянович
Я́ків Омеля́нович Очере́тько (27 березня 1916, Миколаївка — 9 червня 1996, Вижниця) — український живописець; член Спілки радянських художників України з 1965 року.

## Біографія
Народився 27 березня 1916 року на хуторі Миколаївці поблизу села Терн Лубенського повіту Полтавської губернії Російської імперії (нині Лубенський район Полтавської області, Україна) у багатодітній сім'ї. Початкову освіту здобув у Миколаївській чотирирічній школі. Упродовж 1928—1931 років навчався у трудовій школі в селі Шершнівці.
На початку 1930-х років приїхав до Харкова, де після отримання фаху столяра працював на заводі «Серп і молот». Протягом 1935—1938 років навчався у Харківському художньому технікумі; у 1938—1941 роках — на факультеті живопису у Харківському художньому інституті.
Після німецько-радянської війни продовжив навчання на факультеті історичної батального станкового живопису у Київському художньому інституті. Закінчив інститут 1948 року. Дипломна робота — картина «Зустріч Сидора Ковпака і Олексія Федорова на Прип'яті».
Протягом 1948—1950 років викладав малюнок і живопис в Косівському училищі прикладних мистецтв; у 1950—1966 роках викладав живопис у Вижницькому училищі прикладного мистецтва. Серед учнів: Валерій Жаворонков.
Мешкав у Вижниці в будинку на вулиці Леніна, № 76. Помер у Вижниці 9 червня 1996 року.

## Творчість
Працював у галузі станкового живопису. Автор тематичних творів, характерних для соцреалізму. Серед робіт:
- «Зустріч Ковпака і Федорова на Прип'яті» (1948);
- «Партизанський комісар М. Руднєв» (1949);
- «Партизани Ковпака в Карпатах» (1950);
- «Буковинський ліс — Каховці» (1952);
- «Олекса Довбуш» (1954);
- «Сплав лісу» (1956);
- «Лук'ян Кобилиця на мужицькій сесії у 1848 року перед повстанням» (1957);
- «Дума про Буковину»/«Юрій Федькович» (1960).

Брав участь у республіканських виставках з 1949 року, всесоюзних — з 1951 року.